# Nintendo 64
De Nintendo 64 (afkorting: N64) is een spelcomputer uit een serie van door Nintendo uitgbrachte spelcomputers. De Nintendo 64 werd in 1996 op de markt gebracht en was de opvolger van de succesvolle Super Nintendo Entertainment System. Het systeem verscheen op 1 maart 1997 in Europa.
Door de originele vorm en het nieuwe soort controller dat Nintendo op de markt bracht, werd de Nintendo 64 een bescheiden succes met meer dan 30 miljoen verkochte exemplaren, ondanks de concurrentie van Sony's immens populaire PlayStation (uitgebracht in 1995 in Europa). Vanwege de doorlopende verkoop bleven er spellen voor het systeem uitgebracht worden. In 2001 verscheen de opvolger van de Nintendo 64, de GameCube, maar de Nintendo 64 bleef verkrijgbaar tot 2003.
Nintendo bracht hierop vele klassiekers uit als Super Mario 64, The Legend of Zelda: Ocarina of Time, Donkey Kong 64, Super Smash Bros. en Mario Kart 64.

## Spelcartridge
Deze 64-bit spelcomputer was de laatste spelcomputer in die tijd waarbij de spellen werden geleverd op spelcartridge (los van draagbare spelcomputers) in vergelijking met de toenmalige concurrenten, die hun spellen wel op cd-rom- en dvd aanboden. Dit had een aantal voordelen, zoals korte laadtijden, betrouwbaarheid, lastiger te kopiëren, minder gevoelig voor krassen, en de mogelijkheid om speciale chips in de cartridge te plaatsen. Enkele nadelen van de Nintendo 64 spelcartridges ten opzichte van cd-roms waren minder opslagcapaciteit, en complexer en duurder om te produceren.

## Controller

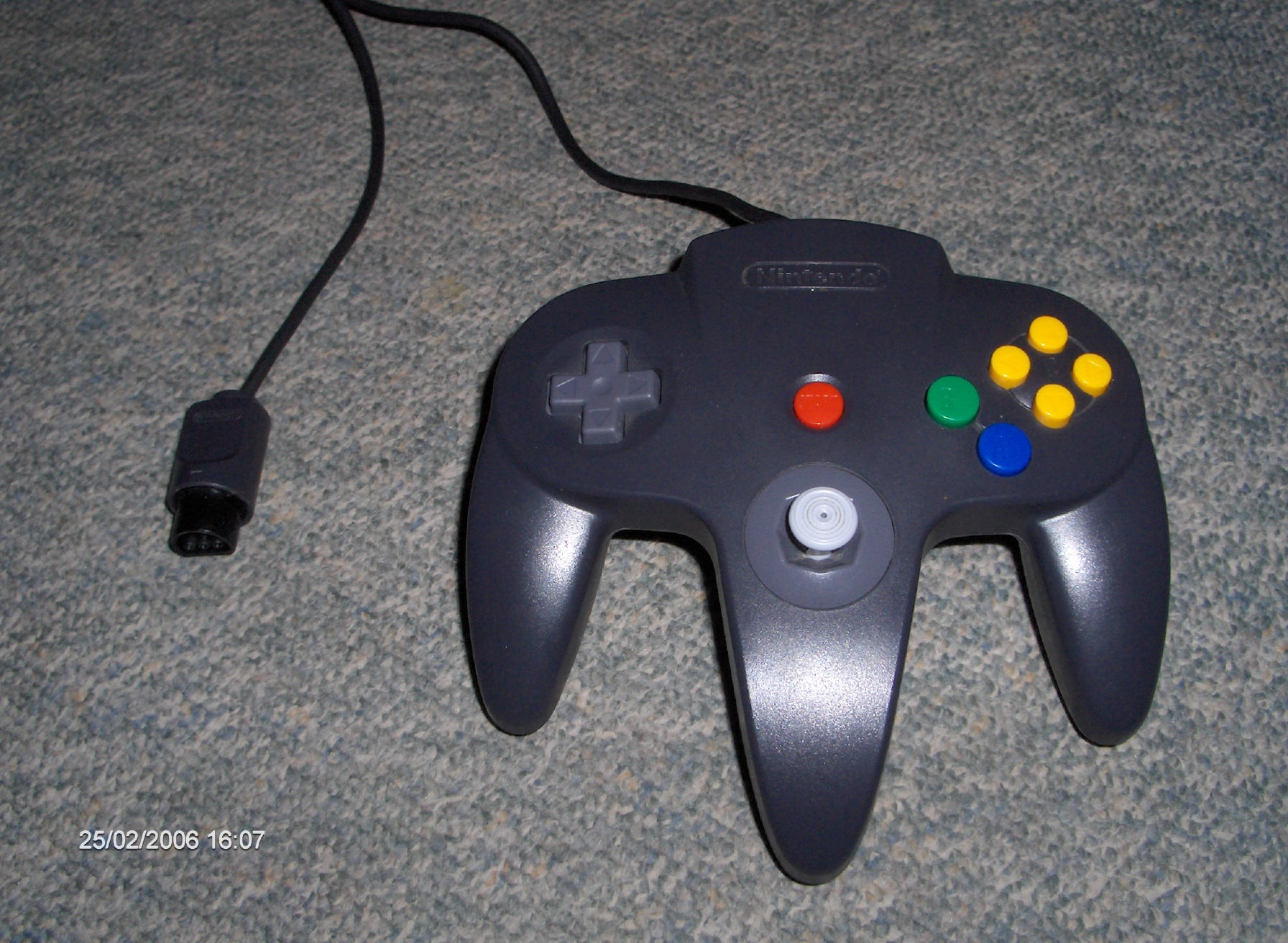
Controller

De Nintendo 64-controller was revolutionair in 1996. De controller heeft een analoge knuppel waarbij het mogelijk werd om volledig driedimensionaal te bewegen. Daarnaast heeft de controller een extra aansluiting aan de onderkant waarop extra accessoires zoals het Controller Pak, Jumper Pak en Transfer Pak bevestigd kunnen worden. Met behulp van het Rumble Pak verkrijgt de controller een trilfunctie; hiermee werd het de eerste mainstream controller met deze eigenschap.
Een andere naam voor de N64-controller is ook de driesprong, vanwege de drie handvatten die de controller bezit. De meeste spellen worden gespeeld met de analoge knuppel en de A- en B-knoppen. De d-pad is slechts weinig gebruikt in spellen. Aan de rechterkant van de controller bevinden zich naast de A- en B-knoppen ook vier C-knoppen, die dikwijls gebruikt worden voor camerawerk of minder belangrijke acties in een spel. Verder bevinden zich twee schouderknoppen aan de bovenkant van de controller en is aan de achterkant op de controller een Z-knop te vinden.

## Uitvoeringen

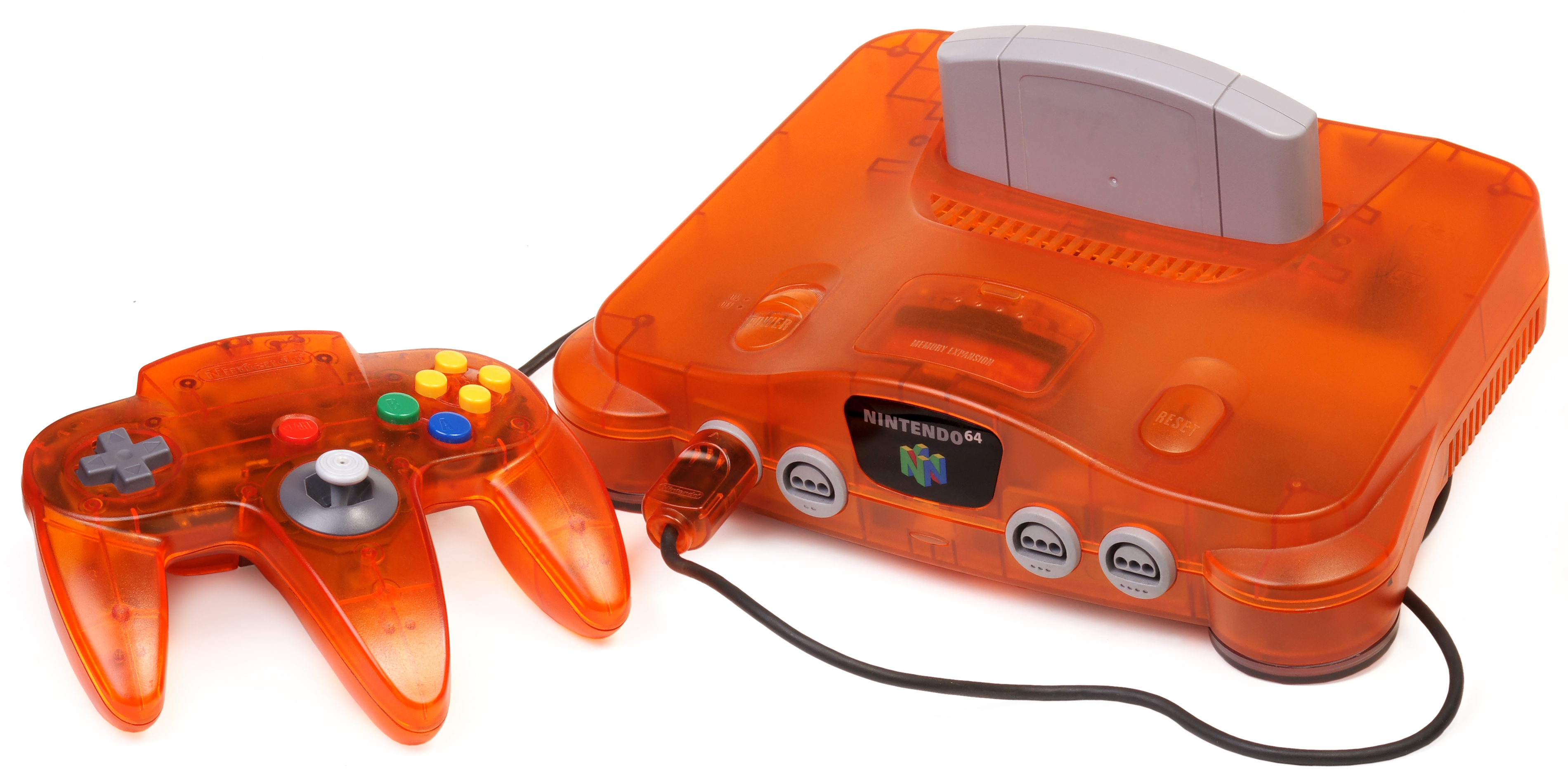
In de kleur Fire Orange.

De Nintendo 64 is in diverse kleuren verschenen:
Charcoal GreyDe standaard zwarte Nintendo 64 met grijze controller.
Pokémon Pikachu NintendoDit was een geel-blauwe Nintendo 64 met een grote Pikachu er op. De wangen van Pikachu waren voorzien van rode lampjes die gingen branden als de spelcomputer aan stond. In de voet van Pikachu zat de reset-knop en de aan/uit-knop was in de vorm van een pokébal. De controller was ook blauw-geel. Deze speciale uitgave werd uitgebracht toen Pokémon een grote rage was (1996-2000) net als de spellen Pokémon Stadium, Pokémon Snap, Pokemon Puzzle League en Pokémon Stadium 2.
Color EditionIn 1999 kwam de Color-editie uit, zes verschillende transparante kleuren waardoor men de binnenkant van de Nintendo 64 kon zien. Deze kleuren werden Grape, Ice, Watermelon, Fire, Jungle en Smoke genoemd.
Limited edition -Episode 1- Star Wars Racer NintendoN64-console en -controller en het spel Star Wars Episode I: Racer
Donkey Kong-pakketDeze Nintendo 64 was al voorzien was van een Expansion Pak, wat de console een extra 4MB aan RAM toebedeelde. De console was in Amerika voorzien van een tros bananen als controller en een gele cartridge. Voor de PAL-versie werden zowel de bananen-tros-controller als de gele cartridge vervangen door een grijze controller en een grijze cartridge van het Donkey Kong-pakket.
Clear Red en Clear BlueDeze kwamen als laatste uit en werden verkocht samen met Super Mario 64. Van de Clear Blue werden er veel meer verkocht dan de Clear Red, omdat deze toch wel erg roze leek.

## Technische gegevens

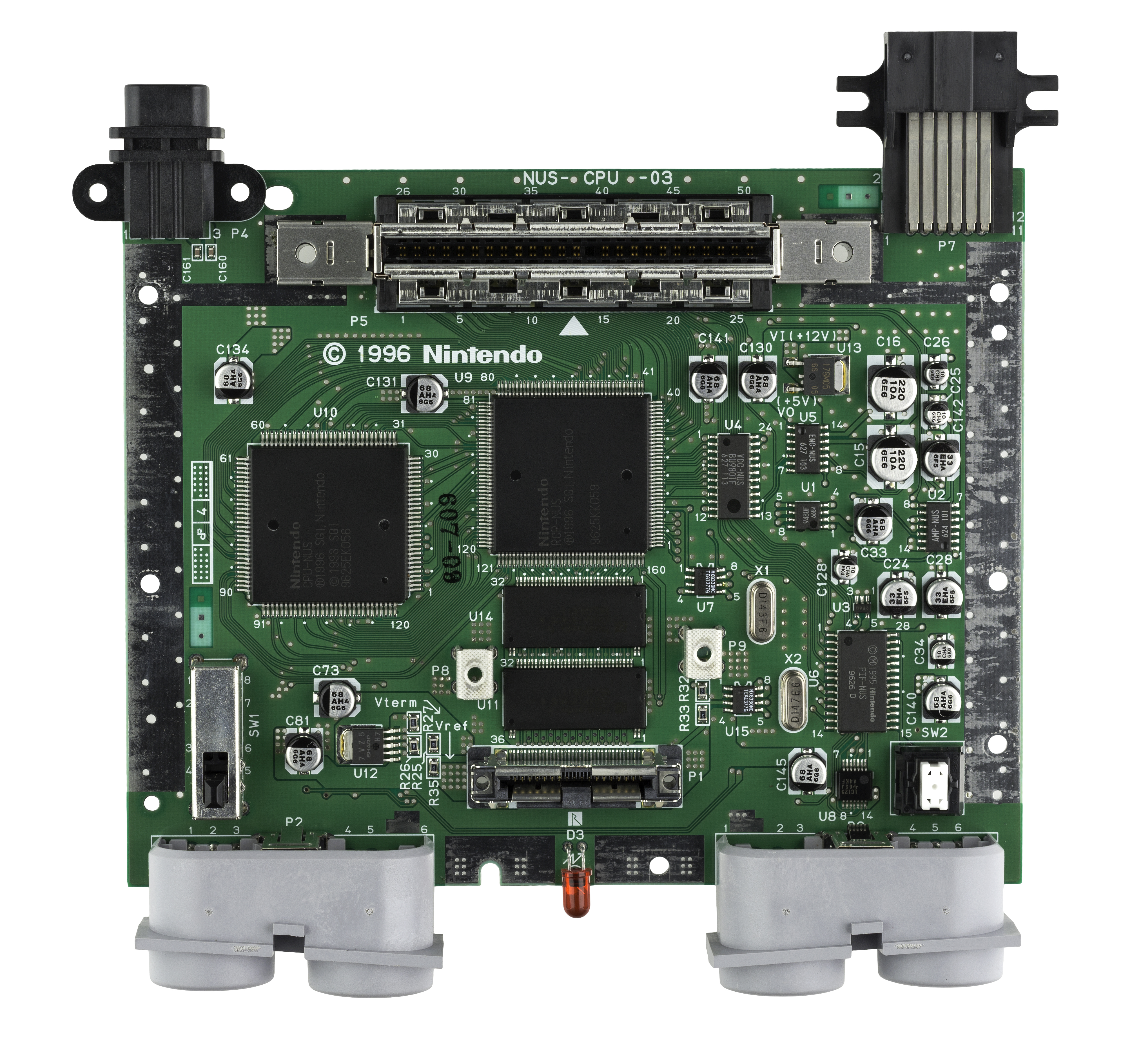
Moederbord van een Nintendo 64.

- Processor: NEC VR4300, klokfrequentie: 93,75 MHz
- Werkgeheugen: 4 megabyte RDRAM, uit te breiden tot 8 megabyte
- Grafische processor: SGI 64-bit RCP (Reality co-processor) op 62,5 MHz
- Beeldresolutie: 320×240 tot 640×480 pixels met 16,8 miljoen kleuren
- Videouitvoer: composiet en S-Video
- Audio: 16-bit, 44,1-48 kHz, ondersteuning tot 100 PCM-kanalen
- Media: spelcartridges van 4 tot 64 megabyte
- Afmetingen: 260 × 190 × 73 mm (l×b×h)
- Gewicht: 1,1 kg [1]

## Accessoires
- VRU (Voice Recognition Unit)
- Controller Pak
- Expansion Pak
- Jumper Pak
- Rumble Pak
- Transfer Pak
- Nintendo 64DD
- Dance Pad
- RF-kabel
- Scart-kabel
- S-Video-kabel
- Jumper Lifter

## Spellen
In totaal zijn er 388 spellen voor de Nintendo 64 verschenen, waaronder een handvol exclusief in Japan. Ter vergelijking: concurrenten PlayStation en Saturn bezitten in totaal respectievelijk 1100 en 600 spellen.
Super Mario 64 is het bestverkochte spel op het systeem met ruim 11 miljoen verkochte exemplaren, dat veel positieve recensies ontving in de spelbladen. Het spel GoldenEye 007 was met name belangrijk voor de ontwikkeling van het first-person shootergenre. The Legend of Zelda: Ocarina of Time ging in totaal ruim 8,6 miljoen keer over de toonbank en werd in juni 2009 door website GameFAQs verkozen tot "beste computerspel ooit."